# Escrita bagam
A escrita parcialmente já decifrada Bagam ou Eghap de Camarões apresentaria várias centenas de caracteres. Foi criada pelo rei Pufong do povo Bagam (ou Eghap) por volta de 1900, para uso na língua bagam. Hoje, seu uso é restrito para registros e cartas, sem jamais ter tido um uso mais amplo. Considera-se que tenha se originado da escrita bamum (da língua bamum), embora as semelhanças entre as duas estejam mais nos numerais do que nos silabobramas, aí não perecendo tão relacionadas. 
O único exemplo atestado dessa escrita é um “paper” escrito por Louis Malcolm, um oficial britânico que serviu em Camarões durante a Primeira Grande Guerra. Foi publicado em 1921 sem os caracteres e o manuscrito com caracteres está depositado na biblioteca da Universidade de Cambridge, tendo sido publicado na forma completa em Tuchscherer (1999).
Cerca de cem caracteres foram registrados, embora se acredite que haja mais uns cem a mais. Trata-se de logogramas e silabogramas fonéticos para sílabas CV e CVC, como também alguns independentes para sílabas e vogais. 